# Франческо Паоло Фільюоло
Франческо Паоло Фільюоло (італ. Francesco Paolo Figliuolo, нар. 11 липня 1961, Потенца) — італійський генерал. 1 березня 2021 року прем'єр-міністр Маріо Драґі призначив його надзвичайним уповноваженим із запровадження санітарно-епідеміологічних заходів для стримування епідемії COVID-19, зокрема очолити кампанію вакцинації проти COVID-19.

## Біографія
Франческо Паоло Фільюоло народився в Потенці в регіоні Базиліката в 1961 році. Після навчання у Військовій академії Модени на офіцера гірської артилерії він отримав свій перший досвід командування артилерійськими військами «Аоста» альпійської бригади «Тауріненсе», яку він очолював як командир під час місії в Косово в 1999—2000 роках. У 2004—2005 роках, під час служби на посаді командира 1-го полку польової артилерії, Фільюоло був головою італійського контингенту в Афганістані в рамках місії МССБ.
З вересня 2009 року по жовтень 2010 року Фільюоло був призначений заступником командувача альпійської бригади «Тауріненсе», згодом був її командувачем до листопада 2011 року. З 2014 по 2015 рік він став 19-м командувачем силами НАТО в Косово, Міжнародні сили з підтримки миру в Косові (KFOR), у званні генерал-майора. З серпня 2015 року по травень 2016 року він також обіймав посаду начальника відділу матеріально-технічного забезпечення штабу армії. Потім він служив у штабі начальника оборони генерала Клаудіо Граціано.
7 листопада 2018 року Фільюоло став командувачем Командування матеріально -технічного забезпечення італійської армії (COMLOG).
1 березня 2021 року прем'єр-міністр Маріо Драґі призначив Фільюоло також надзвичайним уповноваженим з питань надзвичайної ситуації з COVID-19 замість Доменіко Аркурі. Як уповноважений Фільюоло організував проведення кампанії вакцинації проти COVID-19. Фільюоло обіймав посаду до 31 березня 2022 року.
28 червня 2023 року уряд Джорджії Мелоні призначив його надзвичайним уповноваженим з питань відновлення після повеней у Емілії-Романьї.

## Нагороди
Генерал Франческо Паоло Фільюоло був нагороджений багатьма державними і закордонними нагородами, зокремах:
- золотий і срібний хрест заслуги італійської армії;
- медаль НАТО за заслуги;
- Золотий хрест Пошани Бундесверу;
- Легіон Заслуг Сполучених Штатів Америки.
- Командор ордена «За заслуги перед Італійською Республікою» (13 січня 2017).[11]
- Королівство Обох Сицилій: Кавалер Великого Хреста Заслуг Ордена Святого Георгія[12]